# Green Green Grass
Green Green Grass is een nummer van de Britse singer-songwriter George Ezra uit 2022. Het is de tweede single van zijn derde studioalbum Gold Rush Kid.
Het nummer werd in diverse Europese landen een hit. Zo bereikte het de 3de positie in Ezra's thuisland het Verenigd Koninkrijk. In Nederland was de plaat voor een week Alarmschijf op Q-Music en 3FM Megahit op NPO 3FM en bereikte het de top 10 in Nederlandse Top 40. In Vlaanderen bereikte het nummer een tweede plaats in de Ultratop 50.

## NPO Radio 2 Top 2000
Green Green Grass stond alleen in 2023 in de NPO Radio 2 Top 2000, op plek 1941.